# Julius von Freyberg-Eisenberg
Freiherr Julius Max von Freyberg-Eisenberg (* 9. September 1832 in München; †  30. September 1912 ebenda) war ein deutscher Kreisdirektor und Bezirkspräsident im Reichsland Elsaß-Lothringen.

## Leben

### Herkunft
Julius Freiherr von Freyberg-Eisenberg ist Nachkomme einer Stammlinie des schwäbischen Adelsgeschlechtes von Freyberg.

### Werdegang
Julius trat am 1. Januar 1871 als kommissarischer Generalsekretär der Präfektur Niederrhein sein Amt an. Anschließend amtierte er als Kreisdirektor für den Kreis Saarburg (1872–1876). Für den Stadt- und Landkreis Metz wirkte er als Bürgermeister der Stadt Metz und in Personalunion als Kreisdirektor für den Landkreis von 1876 bis 1880.
Als Bezirkspräsident wirkte er im Bezirk Unterelsaß im Reichsland Elsaß-Lothringen (1889–1898). Am 23. Juni 1898 wurde er zum ersten Präsidenten des Kaiserlichen Rates von Elsaß-Lothringen ernannt.

### Familie
Julius heiratete Emma Koch Edle von Sternfeld (* 3. Mai 1844). Sie hatten zwei gemeinsame Kinder.
- Joseph von Freyberg (* 26. November 1877), ⚭ Mathilde Egger
- Ludwig von Freyberg (* 18. November 1878), ⚭ Margarete, Freiin von Uexküll